# La Motte (Bousval)
La Motte is een gehucht in Bousval, deelgemeente van de stad Genepiën in de Belgische provincie Waals-Brabant.
Het gehucht ligt bijna drie kilometer ten noordoosten van het dorpscentrum van Bousval. In het westen sluit La Motte aan op het gehucht Wanroux. Ten zuiden ligt het gehucht Noirhat. In het noordoosten sluit La Motte aan op het gehucht Limauges in buurgemeente Court-Saint-Étienne. Ten zuiden van La Motte stroomt de Cala. De beek Ry de Pallandt stroomt hier in de Cala.

## Geschiedenis

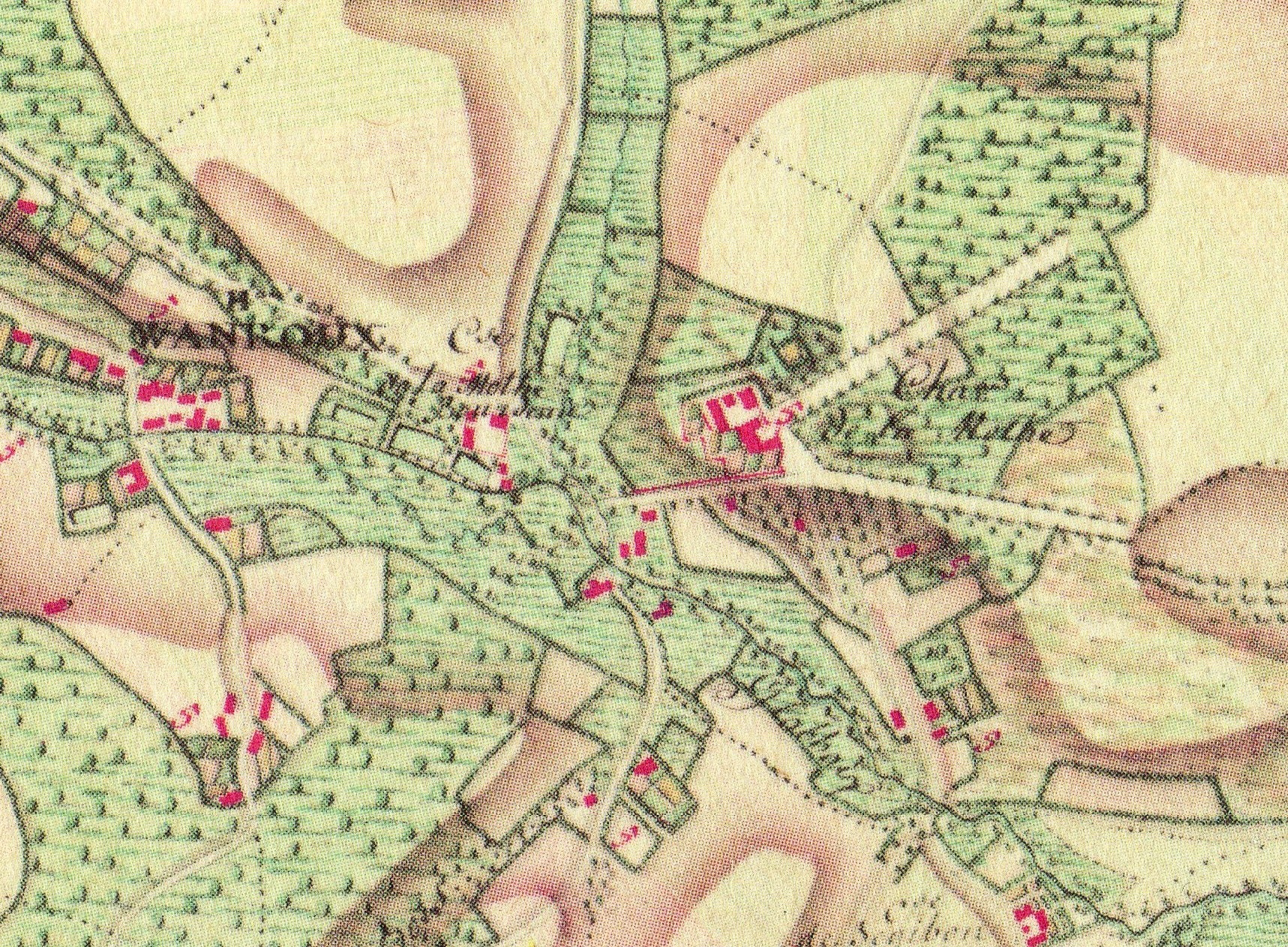
Kasteel en hoeve van La Motte op de Ferrariskaart

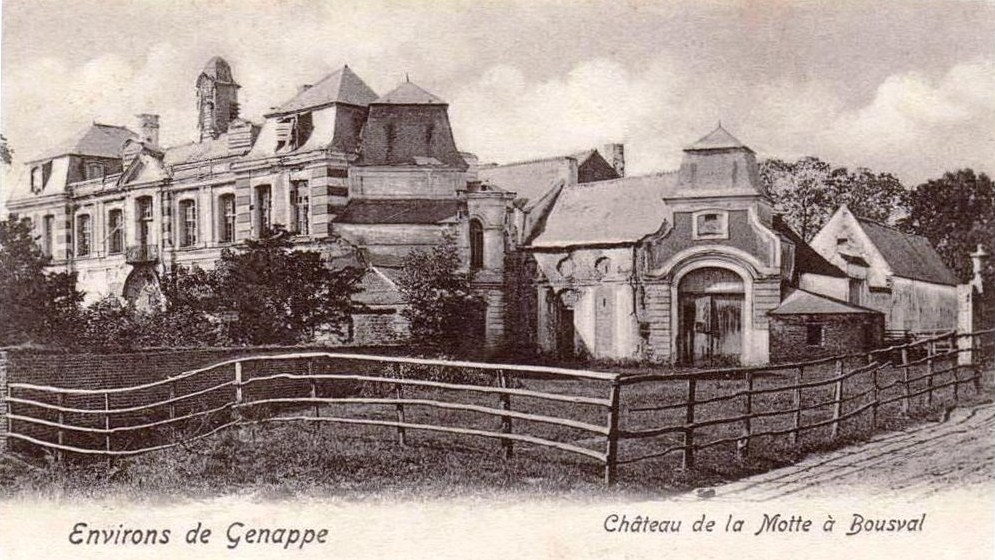
Château de la Motte

Hier bevond zich vroeger de heerlijkheid Bordeau(x), die reeds vermeld werd in 1180, omwille van de tiende die werd geheven door de abdij van Villers. Op de Cala werd een watermolen opgetrokken, deel van de heerlijke bezittingen, en waarvan al in de 14de eeuw sprake was.
De heerlijke hoeve van Bordeau werd in 1732 gekocht door de heer van Bousval, en werd een uitgestrekte landbouwuitbating. In de tweede helft van de 18de eeuw werd hier de bouw van het Château de la Motte voltooid.
De Ferrariskaart uit de jaren 1770 toont hier het Chateau de la Mothe. De oude heerlijke hoeve van Bordeaux is aangeduid met de namen Cense de la Mothe en Bordeau. Ook de watermolen nabij de hoeve is aangeduid op de kaart. De Atlas der Buurtwegen uit 1841 toont een gehucht La Motte.
Het Château de La Motte geraakte in de 19de eeuw geleidelijk in verval. In 1875 publiceerde schrijver Eugène Van Bemmel de roman Dom Placide, een boek dat realiteit en fictie mengde over de laatste monnik van de abdij van Villers, die in de roman muziekonderricht kwam geven aan het nichtje van de heer van La Motte. Door dit werk werd de site een toeristische attractie, die toeristen kwamen bezoeken vanuit het station van Noirhat.
Na de Eerste Wereldoorlog werd het kasteel verder ontmanteld. De kasteelruïnes verdwenen in de 20ste eeuw en in de jaren 1960 werd het terrein ontbost en verkaveld.
Bij de gemeentelijke fusies van de jaren 1970 was er een voorstel om La Motte bij buurgemeente Court-Saint-Étienne te voegen. Het gehucht bleef echter bij Bousval en werd samen met Bousval deel van de nieuwe fusiegemeente Genepiën.

## Bezienswaardigheden
- De oude heerlijke hoeve Ferme de la Motte of Ferme Bordeau
- De restanten van het Château de la Motte
- De Moulin de Bourdeau of de Moulin de la Motte , een watermolen op de Cala

Deelgemeenten: Baisy-Thy · Bousval · Genepiën · Glabais · Houtain-le-Val · Loupoigne · Oud-Genepiën · Ways

Overige plaatsen: La Bruyère · Bruyère Madame · Baisy · Basse-Laloux · Le Chantelet· Chênemont · Dernier Patard · La Falise · Ferrières · Les Flamandes · Fonteny · Foriest · Fosty · Hattain · Houtain-le-Mont · La Hutte · La Motte  · Loncée · Maison du Roi · Noirhat · Pallandt · Promelles · Quatre Bras · Ry-d'Hez · Sclage · Thy · Trou-du-Bois · Vieux Manants · Wanroux

Belgische gemeenten · Arrondissement Nijvel · Waals-Brabant · Wallonië